# Resolutie 1056 Veiligheidsraad Verenigde Naties
Resolutie 1056 van de Veiligheidsraad van de Verenigde Naties werd unaniem aangenomen door de VN-Veiligheidsraad op 29 mei 1996.

## Achtergrond
Begin jaren 70 ontstond een conflict tussen Spanje, Marokko, Mauritanië en de Westelijke
Sahara zelf over de Westelijke Sahara dat tot dan in Spaanse handen was. Marokko legitimeerde zijn aanspraak op
basis van historische banden met het gebied. Nadat Spanje het gebied opgaf bezette Marokko er twee derde van. Het
land is nog steeds in conflict met Polisario dat met steun van Algerije de onafhankelijkheid
blijft nastreven. Begin jaren 90 kwam een plan op tafel om de bevolking van de Westelijke Sahara
via een volksraadpleging zelf te laten beslissen over de toekomst van het land. Het was de taak van de VN-missie
MINURSO om dat referendum
op poten te zetten. Het plan strandde later echter door aanhoudende onenigheid tussen de beide partijen waardoor
ook de missie nog steeds ter plaatse is.

## Inhoud

### Waarnemingen
De Veiligheidsraad benadrukte het belang van het staakt-het-vuren als onderdeel van het VN-vredesplan.
Ondanks de vele moeilijkheden waren nu meer dan 60.000 stemmers voor de volksraadpleging geïdentificeerd.
Om verder vooruit te komen moesten beide partijen een visie hebben voor de periode na die volksraadpleging.

### Handelingen
Die volksraadpleging moest zo snel mogelijk doorgaan. De Veiligheidsraad betreurde dat de partijen onwillig waren om MINURSO
toe te laten de identificatie van stemmers af te werken. De secretaris-generaals
aanbeveling om dat proces voorlopig op te schorten werd gevolgd, evenals zijn voorstel om het militaire component
met 20% terug te brengen. De Veiligheidsraad was wel tevreden dat de partijen het staakt-het-vuren naleefden en
vroeg hen hun goede wil te tonen door politiek gevangenen vrij te laten en de uitvoering van het vredesplan
te versnellen.
Op basis het rapport van de secretaris-generaal werd de MINURSO-missie verlengd tot 30 november. Als er tegen die tijd geen
substantiële vooruitgang zou zijn geboekt zou die missie mogelijk verder ingekrompen worden. Ingeval de partijen
zouden meewerken zou het identificatieproces hervat worden. Ten slotte werd de secretaris-generaal gevraagd tegen
10 november uitgebreid te rapporteren.

## Verwante resoluties
- Resolutie 1033 Veiligheidsraad Verenigde Naties (1995)
- Resolutie 1042 Veiligheidsraad Verenigde Naties
- Resolutie 1084 Veiligheidsraad Verenigde Naties
- Resolutie 1108 Veiligheidsraad Verenigde Naties (1997)

Lijst ·  1036 ·  1037 ·  1038 ·  1039 ·  1040 ·  1041 ·  1042 ·  1043 ·  1044 ·  1045 ·  1046 ·  1047 ·  1048 ·  1049 ·  1050 ·  1051 ·  1052 ·  1053 ·  1054 ·  1055 ·  1056 ·  1057 ·  1058 ·  1059 ·  1060 ·  1061 ·  1062 ·  1063 ·  1064 ·  1065 ·  1066 ·  1067 ·  1068 ·  1069 ·  1070 ·  1071 ·  1072 ·  1073 ·  1074 ·  1075 ·  1076 ·  1077 ·  1078 ·  1079 ·  1080 ·  1081 ·  1082 ·  1083 ·  1084 ·  1085 ·  1086 ·  1087 ·  1088 ·  1089 ·  1090 ·  1091 ·  1092